# Guneet Monga
Guneet Monga (Nuova Delhi, 21 novembre 1983) è una produttrice cinematografica indiana, vincitrice del Premio Oscar al miglior cortometraggio documentario.

## Biografia
Guneet Monga è nata a Nuova Delhi, in una famiglia sikh. Ha studiato alla Bluebells School International e, successivamente, al Madhubala Institute of Mass Communication and Electronic Media, a Nuova Delhi. Nel 2003, ha iniziato a lavorare come coordinatrice di produzione soprattutto per produzioni straniere. Nel 2006, si è trasferita a Mumbai ed ha incominciato a lavorare come produttrice. L'anno seguente, ha prodotto il film Say Salaam India, di Subhash Kapoor. Successivamente, ha lavorato per <i>Rang Rasiya</i>,Dasvidaniya e Once Upon a Time in Mumbaai. Nel 2008, ha avviato la sua società di produzione, la Sikhya Entertainment. Nel 2009, ha prodotto il cortometraggio Kavi, candidato all'Oscar al miglior cortometraggio. Negli anni successivi, ha collaborato molte volte con il regista Anurag Kashyap. Nel 2013, ha prodotto Monsoon Shootout di Amit Kumar e Lunchbox di Ritesh Batra, entrambi presentati al Festival di Cannes 2013. Nel 2023, ha vinto con Kartiki Gonsalves il Premio Oscar al miglior cortometraggio documentario per Raghu, il piccolo elefante.

## Filmografia

### Cinema
- Say Salaam India, regia di Subhash Kapoor (2007)
- Rang Rasiya, regia di Ketan Mehta (2008)
- Dasvidaniya, regia di Shashant Shah (2008)
- C'era una volta a Mumbai (Once Upon a Time in Mumbaai), regia di Milan Luthria (2010)
- That Girl in Yellow Boots, regia di Anurag Kashyap (2011)
- Shaitan, regia di Bejoy Nambiar (2011)
- Trishna, regia di Michael Winterbottom (2011)
- Michael, regia di Ribhu Dasgupta (2011)
- Peddlers, regia di Vasan Bala (2012)
- Gangs of Wasseypur, regia di Anurag Kashyap (2012)
- Aiyyaa, regia di Sachin Kundalkar (2012)
- Shahid, regia di Hansal Mehta (2012)
- The Congress, regia di Ari Folman (2013)
- Lunchbox (The Lunchbox), regia di Ritesh Batra (2013)
- Monsoon Shootout, regia di Amit Kumar (2013)
- Shorts, regia di Neeraj Ghaywan, Siddharth Gupt, Rohit Pandey, Anirban Roy e Shlok Sharma (2013)
- Un dio esplosivo (Vakratunda Mahakaaya), regia di Punarvasu Naik (2013)
- Tomorrow We Disappear, regia di Jimmy Goldblum e Adam M. Weber (2014)
- Tigers, regia di Danis Tanovic (2014)
- Haraamkhor, regia di Shlok Sharma (2015)
- Tra la terra e il cielo (Masaan), regia di Neeraj Ghaywan (2015)
- Taj Mahal, regia di Nicolas Saada (2015)
- Visaranai, regia di Vetrimaaran (2015)
- Zubaan, regia di Mozez Singh (2015)
- Khoya, regia di Sami Khan (2015)
- Cosa dirà la gente (Hva vil folk si), regia di Iram Haq (2017)
- Ajji, regia di Devashish Makhija (2017)
- The Ashram, regia di Ben Rekhi (2018)
- Hamid, regia di Aijaz Khan (2018)
- Darkness Visible, regia di Neil Biswas (2019)
- Jallikattu, regia di Lijo Jose Pellissery (2019)
- Soorarai Pottru, regia di Sudha Kongara (2019)
- Pagglait, regia di Umesh Bist (2021)
- 1232 KMS, regia di Vinod Kapri (2021)
- Kathal, regia di Yashowardhan Mishra (2023)
- Kill, regia di Nikhil Nagesh Bhat (2023)
- Yellow Bus, regia di Wendy Bednarz (2023)

### Televisione
- Zindagi inShort - serie TV, 5 episodi (2020)
- Kaun? Who Did It? - serie TV, 47 episodi (2021-2022)+
- Gutar Gu - serie TV (2023)

### Cortometraggi
- Kavi, regia di Gregg Helvey (2009)
- Tubeligh ka Chaand, regia di Shlok Sharma (2010)
- Café Regular, Cairo, regia di Ritesh Batra (2012)
- Geek Out, regia di Vasan Bala (2013)
- Moi Marjaani, regia di Anubhuti Kashyap (2013)
- Chakshoo, regia di Ankush Jindal e Rahul Shanklya (2014)
- Time Machine, regia di Arati Kadav (2016)
- Period. End of Sentence., regia di Reyka Zehtabchi (2018)
- Plus Minus, regia di Jyoti Kapur Das (2018)
- Shimmy, regia di Disha Rindani (2021)
- Gupt Gyaan, regia di Saqib Pandor (2021)
- Clean, regia di Zoya Parvin (2021)
- 1800 Life, regia di Maanavi Bedi (2022)
- Conditions Apply, regia di Puja Banerji (2022)
- Good Morning, regia di Jyoti Kapur Das (2022)
- Kicking Balls, regia di Vijayeta Kumar (2022)
- Lalanna's Song, regia di Megha Ramaswamy (2022)
- Raghu, il piccolo elefante, regia di Kartiki Gonsalves (The Elephant Whisperers)
- American Sikh, regia di Vishavjit Singh e Ryan Westra (2023)

## Riconoscimenti
- Premio Oscar
  - 2023 - Miglior cortometraggio documentario per Raghu, il piccolo elefante
- Premio BAFTA
  - 2015 - Candidatura al miglior film non in lingua inglese per Lunchbox